# Chuxiong (prefektura autonomiczna)
Chuxiong (chiń. 楚雄彝族自治州; pinyin: Chǔxióng Yízú Zìzhìzhōu) – prefektura autonomiczna mniejszości etnicznej Yi w Chinach, w prowincji Junnan. Siedzibą prefektury jest miasto Chuxiong. W 1999 roku liczyła 2 489 984 mieszkańców.